# Nonthaburi Challenger 2025
Il Nonthaburi Challenger 2025 è stato un torneo maschile di tennis professionistico. È stata l'11ª edizione del torneo, facente parte della categoria Challenger 75 nell'ambito dell'ATP Challenger Tour 2025, con un montepremi di 100 000 $. Si è giocato dal 30 dicembre 2024 al 4 gennaio 2025 sui campi in cemento del Lawn Tennis Association of Thailand di Nonthaburi, in Thailandia.

## Partecipanti

### Teste di serie
| Nazionalità | Giocatore            | Ranking* | Testa di serie |
| ----------- | -------------------- | -------- | -------------- |
| Argentina   | Marco Trungelliti    | 143      | 1              |
| Francia     | Grégoire Barrère     | 162      | 2              |
| Germania    | Henri Squire         | 178      | 3              |
| Francia     | Titouan Droguet      | 182      | 4              |
| Francia     | Clément Chidekh      | 189      | 5              |
| Kazakistan  | Timofej Skatov       | 191      | 6              |
| Romania     | Filip Cristian Jianu | 214      | 7              |
| Libano      | Benjamin Hassan      | 218      | 8              |

* Ranking al 23 dicembre 2024.

### Altri partecipanti
I seguenti giocatori hanno ricevuto una wild card per il tabellone principale:
- Thanapet Chanta
- Kasidit Samrej
- Wishaya Trongcharoenchaikul

Il seguente giocatore è entrato in tabellone come alternate:
- Murphy Cassone

I seguenti giocatori sono passati dalle qualificazioni:
- Maximus Jones
- Clément Tabur
- Kimmer Coppejans
- Marat Sharipov
- Rei Sakamoto
- Hiroki Moriya

## Punti e montepremi
| Torneo    | Torneo              | V     | F     | SF    | QF    | 2T    | 1T  | Q | Q2  | Q1  |
| Singolare | Punti               | 75    | 44    | 22    | 12    | 6     | 0   | 4 | 2   | 0   |
| Singolare | Premi in denaro ($) | 9 880 | 5 820 | 3 450 | 2 000 | 1 165 | 720 | – | 360 | 185 |
| Doppio    | Punti               | 75    | 44    | 22    | 12    | –     | 0   | – | –   | –   |
| Doppio    | Premi in denaro ($) | 4 250 | 2 450 | 1 480 | 880   | –     | 500 | – | –   | –   |

## Campioni

### Singolare
Aslan Karacev ha sconfitto in finale  Grégoire Barrère con il punteggio di 7–6(5), 7–5.

### Doppio
Kokoro Isomura /  Rio Noguchi hanno sconfitto in finale  Zdeněk Kolář /  Neil Oberleitner con il punteggio di 7–6(3), 7–6(9).